# 絨毛毛氈苔
絨毛毛氈苔（學名：Drosera capillaris），又稱作絨毛茅膏菜、粉紅毛氈苔（pink sundew），為茅膏菜科茅膏菜屬的小型食蟲植物。常見於美國東南部潮濕的松樹林或沼澤，由德州東部開始，東至佛羅里達，北至維吉尼亞，加勒比海偶爾也會發現他們的蹤跡，生長於潮濕的酸性土壤。

## 概述
絨毛毛氈苔直徑只有2~4公分，但是在潮濕的棲地可以達到7公分。在強烈的陽光下，整棵植株呈現紅色；一般光線下則只有觸手是紅色，植株為青綠色。葉片通常平貼地面呈蓮座生長。
觸手末端具有分泌黏液的腺體，獵物受到黏液的氣味和亮晶晶的光澤吸引，當牠們接觸到黏液，被黏住之後，植株受到刺激，觸手即緩緩向獵物靠攏，數分鐘後開始分泌消化酵素及酸性物質，將獵物分解成液狀進行吸收。根據觀察，絨毛毛氈苔只會對具有營養價值的物件產生反應，而像沙、紙、水等則不會引起觸手的動作。
絨毛毛氈苔屬於多年生，約在秋季發芽，花期通常在四月份，花朵為粉紅色，與其他毛氈苔相比較為大朵。
絨毛毛氈苔有時會與 Drosera brevifolia 一起生長在潮濕的砂地、水苔、或水溝旁，密密麻麻覆蓋整個地面。這兩種毛通常會和瓶子草、捕蟲堇、狸藻類的食蟲植物靠在一起生長。